# Zbór Śląskiego Kościoła Ewangelickiego Augsburskiego Wyznania w Karwinie
Zbór Śląskiego Kościoła Ewangelickiego Augsburskiego Wyznania w Karwinie – zbór (parafia) luterańska w Karwinie-Frysztacie, należąca do senioratu ostrawsko-karwińskiego Śląskiego Kościoła Ewangelickiego Augsburskiego Wyznania, w kraju morawsko-śląskim, w Czechach.
Frysztat i Karwina należały uprzednio do zboru w Orłowej. W 1948 roku z połączenia Frysztatu, Karwiny i kilku innych miejscowości powstało miasto, które wzięło nazwę od Karwiny, odtąd jej dzielnicy nazywanej Kopalniami (Doly). Podczas IV Regularnego Synodu, który odbył się 25 czerwca 1950 roku, zdecydowano o podzieleniu dotychczasowych zbyt dużych zborów i założeniu nowych, w tym również w Karwinie-Kopalniach (Karviná Doly) i Karwinie-Frysztacie.
W Karwinie-Dołach wybudowano modernistyczny dom modlitwy zdewastowany na początku XXI wieku. Zbór ten przestał istnieć w 2009 i jest jedynym zanikłym zborem Śląskiego Kościoła Ewangelickiego Augsburskiego Wyznania. Jego prawnym następcą został zbór w Karwinie-Frysztacie.